# Dear White People
Dear White People es una película estadounidense del 2014 escrita y dirigida por Justin Simien; y protagonizada por Tessa Thompson, Tyler James Williams, Teyonah Parris, Brandon P Bell, Kyle Gallner, Brittany Curran, Marque Richardson y Dennis Haysbert.
Se estrenó en el Festival de Cine de Sundance el 18 de enero de 2014.
La película se estrenó en cines en Estados Unidos el 17 de octubre de 2014.

## Sinopsis
La película se enfoca en estudiantes afroamericanos que asisten a una universidad en Estados Unidos.

## Personajes
- Tyler James Williams como Lionel Higgins.
- Tessa Thompson como Samantha "Sam" White.
- Kyle Gallner como Kurt Fletcher.
- Dennis Haysbert como Dean Fairbanks.
- Teyonah Parris como Colandrea "Coco" Conners.
- Brandon Bell como Troy Fairbanks.
- Malcolm Barrett como Helmut West.
- Brittany Curran como Sophie Fletcher.
- Justin Dobies como Gabe.
- Marque Richardson como Reggie.
- Peter Syvertsen como Presidente Hutchinson.
- Brandon Alter como George.
- Keith Myers como Black Mitch.
- Naomi Ko como Sungmi.
- Kate Gaulke como Annie.
- Brian Curtis James como Martin.
- Ashley Blaine Featherson como Curls.
- Jemar Michael como Dreads.
- Courtney Sauls como Wild.
- Nia Jervier

## Episodios
- Capítulo I: La presentadora de radio Samantha White lidera las protestas contra una fiesta racista, pero una revelación sobre su vida sentimental la pondrá en un aprieto.
- Capítulo II: Motivado tras conseguir que su artículo sobre la fiesta sea noticia de portada, el tímido Lionel empieza a salir del cascarón y a aceptar su verdadera identidad.
- Capítulo III: Durante la campaña por la presidencia del cuerpo estudiantil, Troy, un obediente hijo de papa, intenta conseguir apoyos en el campus. Pero su sonrisa oculta...
- Capítulo IV: Mientras Coco se prepara para una exclusiva fiesta, una elea con Sam saca a florecer recuerdos de su amistad y también las diferencias que las separaron.
- Capítulo V: Los amigos de Reggie se lo llevan de fiesta para que deje de agobiarse con las revoluciones y el nuevo novio de Sam. Pero la noche tendrá un espantoso desenlace.
- Capítulo VI: Conmocionados, Sam y sus amigos organizan una protesta contra la policía del campus mientras Reggie trata de superar el horrible incidente a su manera.
- Capítulo VII: Tras percibir que hay química entre Sam y Reggie, Gabe se obsesiona con su relación con la joven y le confiesa algo sorprendente a Joelle.
- Capítulo VIII: Para demostrar lo arriesgados que están los problemas raciales en Winchester, Lionel decide escribir un artículo sobre Troy, y descubre una sorpresa tras otra.
- Capítulo IX: Coco está encantada de acompañar a Troy a una fiesta para ricos mecenas, pero la velada le hará plantearse cuáles son las prioridades del joven.
- Capítulo X: LA tensión es máxima ante la inminente asamblea general. Sam intenta remendar su relación, Coco le roba el protagonismo a Troy y Lionel se lanza a la piscina.

## Producción

### Filmación
El rodaje comenzó a finales de septiembre de 2013 en Minnesota, incluyendo la Universidad de Minnesota y otras ubicaciones en Minneapolis y Los Ángeles. La filmación fue completada en 19 días.

## Recepción
La película recibió buenas críticas. En Rotten Tomatoes tiene un 92% basado en 99 críticas. En Metacritic tiene un 79 sobre 100, basado en 30 críticas.

## Nominaciones
| Nominaciones                                   | Nominaciones            | Nominaciones   | Nominaciones | Nominaciones |
| Premio / Festival de Cine                      | Categoría               | Nominado       | Resultado    |              |
| ---------------------------------------------- | ----------------------- | -------------- | ------------ | ------------ |
| Festival Internacional de Cine de Palm Springs | Director                | Justin Simien  | Ganador      |              |
| Festival de Cine de Sundance                   | Premio Jury por talento | Justin Simien  | Ganador      |              |
| Premios Gotham                                 | Director                | Justin Simien  | Nominado     |              |
| Premios Gotham                                 | Mejor actriz            | Tessa Thompson | Ganadora     |              |